# Jazon z Cyreny
Jazon z Cyreny – nieznany bliżej autor pięciotomowego dzieła, którego streszczeniem jest 2 Księga Machabejska, o czym jest mowa w 2 Mch 2, 19-23.
Można przypuszczać, iż Jazon był Żydem pochodzenia afrykańskiego i przybył do Jerozolimy w czasie okupacji tego miasta przez Seleucydów. Był świadkiem opisywanych przez siebie wydarzeń, ponadto korzystał z dokumentów archiwalnych. Swoje dzieło napisał po roku 160 p.n.e. Traktowało ono zapewne o walkach Judy Machabeusza i na pewno nie zawierało dwóch listów, zamieszczonych na początku Drugiej Księgi Machabejskiej.